# دفتر نمایندگی اوستیای جنوبی در دونتسک
دفتر نمایندگی اوستیای جنوبی در دونتسک یک نمایندگی دیپلماتیک غیررسمی اوستیای جنوبی است. این دفتر در دونتسک، پایتخت جمهوری خلق دونتسک (DPR) واقع شده‌است. اوستیای جنوبی جمهوری خلق دونتسک را به رسمیت شناخته‌است، اما تاکنون در دونتسک سفارتی رسمی ایجاد نکرده‌است.

## تاریخ
اوستیای جنوبی جمهوری خلق دونتسک را در سال ۲۰۱۴ به رسمیت شناخت. لئونید تیبیلف، رئیس‌جمهور وقت اوستیای جنوبی اعلام کرد که وزارت امور خارجه در دونتسک یک نمایندگی دیپلماتیک ایجاد خواهد کرد.
دفتر نمایندگی در دونتسک، پایتخت جمهوری خلق دونتسک، در ۱۶ آوریل ۲۰۱۵ افتتاح شد. این اولین نمایندگی دیپلماتیک خارجی در دونتسک است.
وزارت امور خارجه دونتسک اعلام کرد:
این رویداد به تقویت روابط دوستانه و توسعه روابط نه تنها در عرصه دیپلماسی، بلکه در زمینه‌های اقتصادی، انسانی و اجتماعی نیز کمک می‌کند.